# Balboa Productions
Balboa Productions — американская продюсерская компания, основанная и возглавляемая Сильвестром Сталлоне, для производства фильмов и телесериалов.
Компания названа в честь персонажа Сталлоне Рокки Бальбоа из франшизы «Рокки».

## Проекты

### Кино
| Год  | Название                    | Режиссёр(ы)                    |
| ---- | --------------------------- | ------------------------------ |
| 2019 | Рэмбо: Последняя кровь      | Адриан Грюнберг                |
| 2019 | One Night: Joshua vs. Ruiz  | Дирдри Фентон и Джейми Горовиц |
| 2022 | Самаритянин                 | Джулиус Эйвери                 |
| 2023 | Крид 3                      | Майкл Б. Джордан               |
| 2023 | Слай Сталлоне               | Том Зимни                      |
| 2024 | Lost on a Mountain in Maine | Эндрю Будху Кайтлингер         |
| 2025 | Мастер                      | Дэвид Эйер                     |

### Телевидение
| Год        | Название     | Создатель(и)   |
| ---------- | ------------ | -------------- |
| 2022–н. в. | Король Талсы | Тейлор Шеридан |